# Milking the Goatmachine
Milking the Goatmachine je njemački grindcore/death metal-sastav.

## O sastavu
Osnovan je 2008., te iduće godine objavljuju prvi studijski album Back from the Goats. Nakon toga, potpisuju za izdavačku kuću NoiseArt Records, te 2010. objavljuju idući album Seven... A Dinner for One. Jedini stalni članovi sastava su gitarist i basist Goatfreed Udder, te pjevač i bubnjar Goatleeb Udder, dok im se na nastupima uživo, na kojima svi nose kozje maske, pridružuju gitarist Tony Goatana i basist Lazarus Hoove. Snimili su nekoliko spotova, između ostalih za "Like a Goatmachine",  obradu pjesme "Sexmachine" Jamesa Browna, te "Milk Me Up Before I Go Go", nazvanu prema hitu pop dua Wham! "Wake Me Up Before I Go-Go". Treći studijski album Clockwork Udder objavljuju 2011., a najnoviji Stallzeit u ožujku 2013. godine.

## Članovi sastava
Trenutačna postava
- Goatleeb Udder - vokal, bubnjevi
- Goatfreed Udder - bas-gitara, gitara

Članovi uživo
- Tony Goatana - gitara
- Lazarus Hoove - bas-gitara

## Diskografija
Studijski albumi
- Back from the Goats... A GoatEborg Fairy Tale (2009.)
- Seven... A Dinner for One (2010.)
- Clockwork Udder (2011.)
- Stallzeit (2013.)
- Goatgrind (2015.)
- Milking in Blasphemy (2017.)

Kompilacije
- Greatest Hits - Covered in Milk (2014.)

## Vanjske poveznice
- Službena Myspace stranica